# Andrass Samuelsen
Andras Samuelsen (ur. 1 lipca 1873 w Haldórsvíku, zm. 30 czerwca 1954 w Fuglafjørður) – polityk Wysp Owczych; członek Partii Unionistycznej; pierwszy premier tego terytorium po uzyskaniu autonomii od Danii od 12 maja 1948 do 15 grudnia 1950.